# Renault Monasix
O Renault Monasix (Type RY) foi um carro compacto produzido pela Renault entre 1927 a 1932. Este carro também é conhecido por ser um modelo clássico de táxi de Paris, pois a partir de 1928, a "Compagnie Générale des voitures à Paris", a principal companhia de táxis de Paris na época, comprou um grande número de Monasix e pintou-os no mesmo tom de verde que era usado para os ônibus coletivos da cidade. Ao todo foram 5 mil unidades do Renault Monasix circulando como táxi em Paris, sendo que a última unidade só deixou de circular por Paris em 1962.